# Alex Cano
Alex Norberto Cano Ardila (n. Yarumal, 13 de marzo de 1983) es un exciclista colombiano, nacido en el municipio de Yarumal, Antioquia. Durante su trayectoria como ciclista tuvo destacables resultados a nivel nacional e internacional. 
Actualmente, se desempeña como Mánager Deportivo del equipo Orgullo Paisa Antioquia, quien fue su casa durante varios momentos de su carrera deportiva, donde obtuvo importantes títulos como campeón general de la Vuelta Antioquia (2012), subcampeón de la Vuelta Colombia (2013) y dos veces subcampeón del Clásico RCN (2012 y 2014).

## Palmarés
2006 (como amateur)
- 1 etapa del Girobio

2007 (como amateur)
- Giro del Valle de Aosta, más 2 etapas

2009
- 1 etapa de la Vuelta a Antioquia

2012
- 2 etapas de la Vuelta a México
- Vuelta a Antioquia, más 1 etapa

2014
- 1 etapa del Clásico RCN
- Vuelta a Guatemala, más 2 etapas
- 1 etapa de la Vuelta a Antioquia

2017
- 2 etapas de la Vuelta a Colombia

2018
- Clásico RCN

## Equipos
- Colombia es Pasión/Café de Colombia (2009-2011)
  - Colombia es Pasión-Coldeportes (2009)
  - Café de Colombia-Colombia es Pasión (2010)
  - Colombia es Pasión-Café de Colombia (2011)
- Orgullo Paisa Antioquia (2012)
- Orgullo Paisa Antioquia (2016)
- Coldeportes Zenú (2017-2019)

## Actualmente
En la actualidad, Cano se desempeña como Mánager Deportivo del equipo profesional de ciclismo Orgullo Paisa Antioquia, equipo adscrito a la Gobernación de Antioquia y que recientemente presentó su equipo en la rama femenina.